# Agulla faulkneri
Agulla faulkneri là một loài côn trùng trong họ Raphidiidae thuộc bộ Raphidioptera. Loài này được U. Aspöck miêu tả năm 1987.